# Кингстри
Кингстри (англ. Kingstree) — крупнейший город и административный центр (столица) округа Уильямсберг в штате Южная Каролина в Соединённых Штатах Америки.
Согласно результатам переписи населения США, проведённой в 2020 году, число жителей города составляло 3244 человека, что, для такого небольшого населённого пункта, существенно меньше (− 2,5%), чем было во время предыдущей переписи прошедшей в 2010 году (3328 человек).

## История
Первоначально город был основан лордами-собственниками как Уильямсбург в колониальные времена, но у реки Блэк-Ривер была обнаружена одинокая, необычайно большая белая сосна. Поскольку высокие белые сосны идеально подходили для использования в качестве мачт для кораблей, Корона заявила на него права от имени короля. Широкий знак в виде стрелы был вырезан на дереве, чтобы предотвратить его рубку колонизаторами. Хотя белые сосны произрастают в Аппалачах вплоть до Джорджии на юге, это единственное дерево короля Георга, когда-либо найденное на юге. Со временем округ сохранил название Уильямсбург, но административный центр округа стал известен как «Kingstree» (букв. Дерево короля).
В ходе Войны за независимость США генерал Фрэнсис Мэрион, известный как Болотный Лис, разбил британцев в битве у Нижнего моста в марте 1781 года.
Битва при Кингс-Три состоялась 27 августа 1780 года; город тоже пострадал, в частности, сгорела дотла пресвитерианская церковь Индиантауна.
Исторический центр города и множество отдельных архитектурных объектов города были занесены в Национальный реестр исторических мест США, что привлекает множество туристов и существенно способствует наполнению городского бюджета.

## География

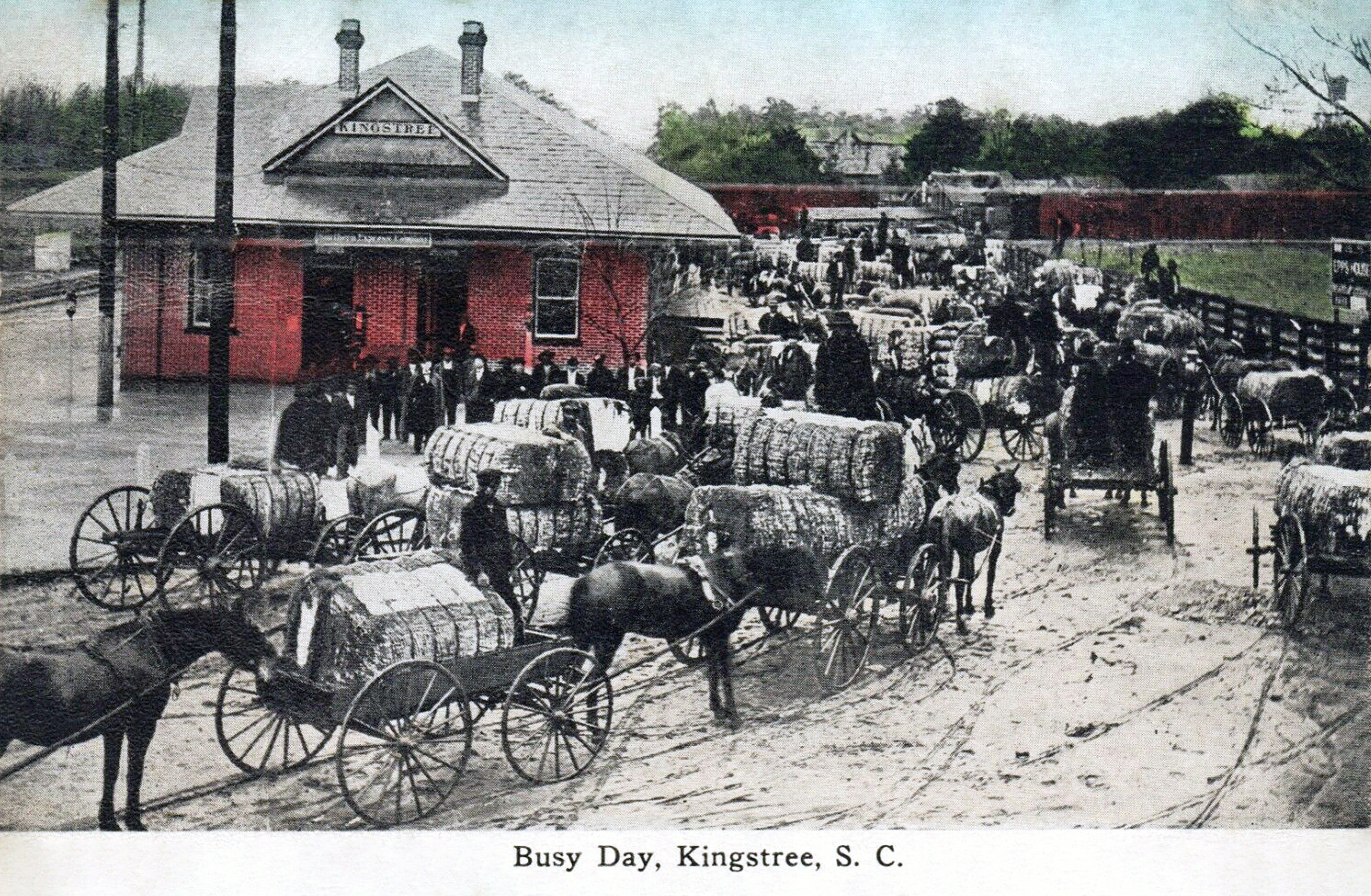
Кингстри (ок. 1910 года)

Город Кингстри расположен на берегу реки Блэк-Ривер недалеко от географического центра округа Уильямсберг на высоте около 19 метров над уровнем моря.
В соответствии с данными указанными на сайте центрального статистического органа страны — Бюро переписи населения США, общая площадь города составляет 3,2 квадратных мили (8,3 км²), из которых 3,1 квадратных мили (8,0 км²) занимает суша, а 0,04 квадратных мили (0,10 км² или 0,63%) приходится на водную поверхность.